# 팽양
팽양(彭羕, 178년 ~ 214년)은 중국 후한 말기의 관료로, 자는 영년(永年)이며 익주 광한군 사람이다.

## 생애
유장(劉璋)과 유비(劉備)를 섬겼다.
익주의 서좌(書佐)가 되었을 때, 참언을 들은 유장은 그에게 머리를 깎고 항쇄(項鎖:죄인의 목에 씌우는 칼)를 채우는 곤겸형(髠鉗刑)에 처해져 노역수가 된다.
훗날 서촉정벌 때 유비의 모사 방통(龐統)을 찾아갔으며, 그 재능을 인정받아 방통(龐統)과 법정(法正)의 주선으로 유비의 진영에 합류하였다.
팽양은 자신의 직무를 훌륭히 수행하였기 때문에 유비는 그를 중용하였으며, 유장을 토벌한 후 익주의 치중종사(治中從事)로 삼았다.
하지만 팽양은 교만해지기 시작했다. 결국 제갈량(諸葛亮)은 유비에게 "팽양은 야심이 큰 자이니, 편히 쓰실 수 없을 겁니다"라고 은밀하게 일러주어 유비는 그를 강양태수(江陽太守)로 좌천시켰다.
이에 불만을 품은 팽양은 마초(馬超)에게 "그 늙은이(유비)는 나와 말이 통하지 않는다. 그대가 바깥(군사)을, 내가 안(내정)을 잡으면 천하도 노릴 수 있을 터인데…"라고 넌지시 일렀다.
신변의 위협을 느낀 마초는 이를 유비에게 상소해 팽양은 체포된다.
팽양은 옥중에서 제갈량에게 편지를 써서 변명하나 결국 처형된다.
이때 그의 나이 37세였다.

## 《삼국지연의》 속 팽양
연의에서 자는 영언(永言)이다.
방통 밑에서 적절한 충고로 유비의 신하가 된다.
맹달(孟達)로 인해 번성 전투에서 관우(關羽)가 죽자, 팽양은 입장이 난처해진 맹달에게 편지를 써 하인을 시켜 보내었다.
그러나 하인은 마초에게 붙잡혀 투옥되었고, 진상을 알아보려고 한 마초는 팽양을 찾아갔다. 팽양은 마초에게 속아 진의를 이야기하고 모반을 제안하였으며, 이 말이 유비에게 전해져 체포되어 처형된다. 팽양이 죽었다는 소식을 들은 맹달은 상용(上庸)을 버리고 위(魏)에 투항했다.

## 같이 보기
- 삼국지 인물 목록

## 참고 문헌
- de Crespigny, Rafe (2007). 《A Biographical Dictionary of Later Han to the Three Kingdoms 23-220 AD》. Leiden: Brill. ISBN 9789004156050.